# رولاند بارتولوميو
رولاند بارتولوميو (بالإنجليزية: Roland Bartholomew)‏ (1 يناير 1915 في المملكة المتحدة - ) هو لاعب كرة قدم بريطاني في مركز الهجوم. لعب مع برادفورد سيتي وغريمسبي تاون وليدز يونايتد.